# Mirzo Ulugbek
Mirzo Ulugbek (Em russo МирзоУлуғбек) é um dos 11 distritos (tuman) de Tasquente, a capital do Uzbequistão. 

## Características
É um dos distritos mais populosos da capital do Uzbequistão, conta com uma população próxima a 250 mil habitantes e sua localização é na parte nordeste da cidade, limitando-se com os distritos de Hamza e Yunusabad.